# كيف أعاد بطل واقعي بناء المملكة
كيف أعاد بطل واقعي بناء المملكة (بالإنجليزية: How a Realist Hero Rebuilt the Kingdom) هي رواية خفيفة يابانية نشرت في 2017،تم عمل مسلسل أنمي من إنتاج جاي سي ستاف عرض في يوليو 2021.